# Franjevački samostan u Rovinju
Franjevački samostan u Rovinju je samostan osnovan 1701. godine. Osnovan je dekretom porečkoga biskupa Alessandra Adelasija i odobrenjem dužda Alvisea Moceniga, te na poziv općinskoga vijeća Rovinja reformiranim franjevcima mletačke provincije sv. Antuna da osnuju hospicij. Gradnja crkve i hospicija na poklonjenu zemljištu u Rovinju blizu crkvice sv. Antuna Opata započela je 1702. godine.
Crkva je bila završena 1710. godine. Posvećenje je kasnilo nekoliko desetljeća. Tek nakon što su franjevci 7. ožujka 1746. dobili odobrenje da hospicij preurede u samostan, crkva je posvećena 13. travnja 1750. godine. Crkva je posvećena sv. Franji Asiškom. Jednobrodna je, nadsvedena ožbukanim koritastim svodom, s uskim i izduženim svetištem u kojem je glavni oltar, iza oltara s korom s orguljama iz 1882. te bočnom kapelom Blažene Djevice Marije od Bezgrješnoga Začeća. Ima tri oltara, koji su obnovljeni 1926. i 1931. godine.
Zvonik je sastavni dio začelnoga dijela crkve.
Jezgru samostana čine dva klaustra s vodospremama, oko kojih su u prizemlju i na katu tradicionalni samostanski prostori. Djelomično je stradao u požaru 1802., a 1878. u istočnom je dijelu nadograđen za potrebe filozofsko-teološke škole i novicijata, koji su postojali do sredine 20. stoljeća. Ponovno je stradao u prvome svjetskom ratu, kada je stanovništvo Rovinja bilo evakuirano pa su s njim otišli i franjevci (1915. – 1918.). Ušao je u sastav Franjevačke provincije sv. Jeronima u Dalmaciji i Istri 1948. godine.
Samostan nastavlja predaju franjevaca koji su prvi samostan na tom području podignuli 1442. na otoku Sv. Andriji. Prema predaji, prvi je gvardijan bio sv. Ivan Kapistran, pučki misionar i borac protiv Osmanlija. Samostan na Sv. Andriji ukinut je i napušten 1807. godine.